# 工部司
工部司，工部官署名称。
隋朝始置工部司，为工部四司之一，设侍郎、员外郎各一员。大业三年（607年），正副官员改为起部郎、起部承务郎。唐朝武德三年（620年）恢复工部郎中、工部员外郎的旧名。工部郎中从五品上，工部员外郎从六品上。管理城池土木工役程式。龙朔二年（662年）改为司平司，正副官员改为司平大夫、司平员外郎。咸亨元年（670年），恢复工部司的旧名。光宅元年（684年）改为冬官司，正副官员改为冬官郎中、冬官员外郎。神龙元年（705年），恢复工部司的旧名。五代十国沿置，宋朝作为直属工部的郎中、员外郎，不设工部司。